# La Pskovitaine
Personnages
- Ivan le Terrible
- Le Prince Tokmakov
- Olga, fille du Prince
- Toutcha, amoureux d'Olga
- Matouta, Boyard

La Pskovitaine ou La Jeune Fille de Pskov (en russe Псковитянка, Pskovityanka) est un opéra en trois actes et six tableau de Nikolaï Rimski-Korsakov, selon un livret de Vsevolod Krestovski.
Le livret est dû au compositeur lui-même, retravaillé par Krestovski et inspiré par le drame du même titre de Lev Meï. L’intrigue concerne le tsar Ivan le Terrible et ses efforts pour assujettir les villes de Pskov et de Novgorod. Une première version de l’opéra est achevée en 1872 et créée en 1873 à Saint-Pétersbourg. La version finale est achevée en 1892. L’histoire de l’œuvre est également marquée par la figure de Chaliapine qui a chanté le rôle d’Ivan le Terrible. Lors de la création parisienne, l’opéra était d’ailleurs intitulé Ivan le Terrible.

## Historique de la composition
L'intérêt du compositeur pour cette œuvre s'est concrétisé d'abord sous forme d'une berceuse composée en 1866. Rimski-Korsakov s'est alors sérieusement mis au travail pendant l'hiver 1867-1868 pour faire de l'œuvre un opéra. Il existe trois versions de l'opéra. La version originale a été composée dans les années 1868-1872, et a été créée en 1873. Le compositeur a révisé l'opéra dans les années 1876-1877. Plus tard, il a complété la version ultime dans les années 1891-1892.

## Historique des représentations
La création a eu lieu à Saint-Pétersbourg, le 13 janvier 1873 (ancien style : 1er janvier), au théâtre Mariinsky, sous la direction d'Eduard Nápravník.
Parmi les autres représentations notables, on peut noter celle en 1895 au théâtre Panaïevsky de Saint-Pétersbourg montée par la Société des réunions musicales. Les représentations de l'Opéra privé russe (financé par Savva Mamontov) à Moscou en 1896, étaient dirigées par Bernardi, avec des décors de Korovine et Vasnetsov, le rôle d'Ivan le Terrible étant tenu par Chaliapine.
Nicolas Tcherepnine a dirigé cette œuvre à Paris en 1909 au théâtre du Châtelet, dans une production de Diaghilev, avec Chaliapine chantant Ivan et Lydia Lipkowska, celui d'Olga.

## Argument

### Acte I
Le premier tableau se situe dans le parc du prince Tokmakov, gouverneur de Pskov, l'opéra commence par les jeux de tout un essaim de jeunes filles, parmi lesquelles la gentille Olga, connue pour être la fille du prince. Les jeux finis, et le parc devenu silencieux, arrive le jeune Toutcha, amoureux d'Olga; celle-ci lui apprend que Tokmakov veut la marier au boyard Matouta, qu'elle a en horreur. L'entretien des deux amants est rompu par la venue de Tokmakov, accompagné de Matouta, à qui il révèle qu'Olga n'est point sa fille, mais l'enfant illégitime de la boyarine Vera Cheloga, sœur de sa femme.
Le rideau tombe, et lorsqu'il se relève après un long prélude symphonique, nous sommes devant la grande place de Pskov, où se tient une assemblée populaire. On sait l'approche du tsar Ivan le Terrible marchant à la conquête. Un parti, celui du prince Tokmakov, incline à la soumission et à la reconnaissance du tsar, tandis qu'un autre, dirigé par Toutcha, pousse à l'extrême résistance. Un, deux, trois orateurs haranguent victorieusement le populaire, qui entonne un hymne grandiose à la liberté. 

### Acte II
Le premier tableau du second acte se situe sur une autre place de la ville. Les habitants sont anxieux, attendant avec effroi l'arrivée d'Ivan. Olga, qui se mêle au peuple avec sa nourrice, se plaint à celle-ci de ne pas savoir qui est son père. Puis une procession donne lieu à une grande scène chorale, et enfin on voit arriver à cheval, sabre en main et suivi do ses officiers, Ivan, farouche et terrible, devant qui toutes les tètes se courbent.
Au second tableau, nous voyons Ivan arriver dans la demeure de Tokmakov, toujours sauvage et méfiant. La coupe de bienvenue lui est offerte par Olga, chez qui il découvre une ressemblance étrange avec Véra Chéloga, qu'il a aimée jadis. La jeune fille partie, Tokmakov, resté seul avec Ivan, que cette ressemblance préoccupe, lui apprend qu'elle est la fille de Véra Chéloga. Elle est donc sa fille, à lui, Ivan. Bouleversé par cette révélation, le tsar se signe et prie pour celle qu'il aima, et son âme cruelle connaît pour la première fois le sentiment de la tendresse paternelle.

### Acte III
Dernier acte, dans la tente d'Ivan. Rêverie mystique du tsar sur sa destinée d'autocrate de droit divin, mêlée de souvenirs du passé et de son amour pour Véra Chéloga. Au milieu de ses rêves, un officier vient lui apprendre que le boyard Matouta a enlevé la jeune Olga tandis qu'elle se rendait au monastère. Ivan, furieux, fait venir le ravisseur, lui reproche brutalement sa conduite et le chasse de sa vue. Arrive Olga, qui le supplie de la défendre contre les entreprises de Matouta. Soudain on entend des cris au dehors. C'est une bande d'insurgés, commandée par Toutcha, qui envahit le camp du tsar. Hors de lui, Ivan commande de tirer sur les insurgés. Olga, qui a perçu la voix de Toutcha, s'élance hors de la tente comme éclatent les premiers coups de feu, mais aussitôt elle est frappée d'une balle qui l'étend raide morte. On ramène son corps sous les yeux d'Ivan, terrifié, qui s'agenouille en pleurant auprès d'elle, en suppliant qu'on sauve son enfant. Mais tout secours est inutile, et l'enfant n'est plus.

## Rôles
| Rôle | Voix      | Création Saint-Pétersbourg 1873 | Création Saint-Pétersbourg 1895 | Création Paris 1909 |
| --- | --------- | ------------------------------- | ------------------------------- | ------------------- |
| Tsar Ivan le Terrible                                                                                        | basse     | Ossip Petrov                    | Mikhaïl Koriakine               | Fiodor Chaliapine   |
| Prince Youri Ivanovitch Tokmakov, vice-roi du tsar et maire de Pskov                                         | basse     | Ivan Melnikov                   | Mikhaïl Lounatcharski           | Vladimir Kastorsky  |
| Boyard Nikita Matouta                                                                                        | ténor     | Vassili Vassiliev II            |                                 | Alexandre Davydov   |
| Prince Athanase Wiazemsky                                                                                    | basse     | Vladimir Sobolev                |                                 |                     |
| Bomelius, le médecin de la cour                                                                              | basse     |                                 |                                 |                     |
| Mikhaïl Andreïevitch Toutcha, le fils du maire                                                               | ténor     | Dmitri Orlov                    | Vassiliev III                   | Vassili Damaïev     |
| Yousko Velebine, le courrier de Novgorod                                                                     | basse     | Sobolev                         |                                 | Vassili Charonov    |
| Princesse Olga Yourievna Tokmakova                                                                           | soprano   | Ioulia Platonova                | Feodossia Velinskaïa            | Lydia Lipkowska     |
| Stepanida Matouta, l'amie d'Olga                                                                             | soprano   | Boulakhova                      | Pavlova                         | Pavlova             |
| Vlassievna, une vieille nourrice                                                                             | contralto | Daria Leonova                   | Alina Doré                      | Mme Petrenko        |
| Perfilievna, une vieille nourrice                                                                            | contralto | Olga Schröder                   |                                 |                     |
| Voix de garde                                                                                                | ténor     | Pavlov                          |                                 |                     |
| Rôles muets : juges, boyards de Pskov, fils du gouverneur, opritchniks, streltsys moscovites, filles, peuple |           |                                 |                                 |                     |

## Enregistrements
Source : www.operadis-opera-discography.org.uk
- 1947, Simon Sakharov (chef), opéra et chœurs du Bolchoï, Alexandre Pirogov (Tsar Ivan), Elisaveta Choumilova (Olga), Gueorgui Nelepp (Mikhaïl Toutcha), M. Chegolkov [erreur sur Operadis] (Youri Tokmakov), Alexandre Peregoudov (Nikita Maotuta), Mikhaïl Soloviev (Wiazemsky), Natalia Sokolova (Stepanida Matouta)

- 1994, Valery Guerguiev (chef), orchestre et chœurs du théâtre Mariinsky, Galina Gortchakova (Olga), Olga Korjenskaïa (Stepanida Matouta), Guennadi Bezzoubenkov (Youri Tokmakov), Vladimir Galoussine (Mikhaïl Toutcha), Nikolaï Gassiev (Nikita Matouta), Vladimir Ognovenko (Tsar Ivan), Yevgeny Fedotov (Wiazemsky)

## Adaptations
En 1915, l'opéra est adapté au cinéma par Alexandre Ivanov-Gaï, sous le titre Le Tsar Ivan le Terrible (Tsar Ivan Vassilievitch grozny). Fédor Chaliapine y joue le rôle-titre.